# Dariusz Stola

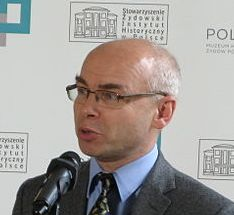
Dariusz Stola

Dariusz Jan Stola (* 11. Dezember 1963 in Warschau, Volksrepublik Polen) ist ein polnischer Historiker, Autor und Hochschullehrer.

## Leben
Stola lehrt an der Universität Warschau das Fach Geschichte. Seine Forschungen beziehen sich unter anderem auf die weltweiten Migrationen im 20. Jahrhundert, den Holocaust und die polnisch-jüdischen Beziehungen sowie auf die Geschichte des kommunistischen Regimes im Nachkriegspolen. Er ist Autor bzw. Mitautor von 8 Büchern und schrieb mehr als 100 wissenschaftliche Aufsätze. Er war Stipendiat des Fulbright-Programms und der Stiftung für die polnische Wissenschaft. Seit dem 1. März 2014 ist er Direktor des Polin Museum der Geschichte der polnischen Juden in Warschau.
Stola bekleidet verschiedene wissenschaftliche Positionen und ist Mitglied verschiedener politischer Organisationen. Dazu gehören:
- Professur am Institut für Politische Studien an der Polnischen Akademie der Wissenschaften (PAN).
- Prorektor des Collegium Civitas.
- Mitglied des Zentrums für Migrationsforschung der Universität Warschau.
- Mitglied des Wissenschaftlichen Beirats des Europäischen Netzwerks Erinnerung und Solidarität.
- Mitglied der Warschauer Gesellschaft Freies Wort.
- Mitglied der Polnischen Historischen Gesellschaft.
- Mitglied des Ludwig Boltzmann-Instituts für Europäische Geschichte.
- Mitglied des Dom Spotkań z Historią, des Warschauer History Meeting House.
- Mitglied des KARTA-Zentrums in Warschau.
- Mitglied des Nationalen Entwicklungsrates des polnischen Präsidenten seit 2015.

## Preise und Auszeichnungen
- Preis der Zeitschrift Polityka (zweimal).
- Edward Raczyński-Preis der Polnischen Kulturstiftung in London.
- 2013: Ritter des polnischen Orden Polonia Restituta
- 2024: Mitglied der Academia Europaea

## Veröffentlichungen
- Kraj bez wyjścia? Migracje z Polski 1949–1989. IPN, Warschau 2010.
- Złote lata PZPR. Finanse partii w dekadzie Gierka. Warschau 2008.
- als Mitautor: Od Piłsudskiego do Wałęsy. Studia z dziejów Polski w XX wieku. Warschau 2008.
- als Mitautor: PRL. Trwanie i zmiana. Warschau 2003.
- mit Claire Wallace als (Mithrsg.): Patterns of Migration in Central Europe. Palgrave, New York City 2001, ISBN 0-333-80152-0.
- Kampania antysyjonistyczna w Polsce 1967–1968. Instytut Studiów Politycznich PAN, Warschau 2000, ISBN 83-86759-91-7.
- Nadzieja i zagłada. Ignacy Schwarzbart – żydowski przedstawiciel w Radzie Narodowej RP, 1940–1945. Warschau 1995.